# Риссер, Якоб
Якоб Риссер (нем. Jakob Riesser; 17 ноября 1853, Франкфурт-на-Майне — 6 мая 1932, Берлин) — немецкий экономист, финансист, банкир
, юрист, политик.

## Биография
Еврейского происхождения. Изучал право в университетах Гейдельберга, Лейпцига и Гёттингена, где защитил докторскую степень. С 1880 года работал юристом во Франкфурте-на-Майне.
Член Национал-либеральной партии Германии.
В 1888—1905 годах был директором Дармштадтского торгово-индустриального банка, основателем и президентом «Союза Ганзы» (1909) и Центрального объединения немецких банков и банковского дела (1901).
Обосновал необходимость слияния банковского дела с промышленностью и торговлей, рассматривал банки как центр всей экономической жизни и как средство государственно-монополистического регулирования.
Наиболее значительная работа ‒ книга «Германские крупные банки и их концентрация» (1905), в которой приводятся данные об изменении роли биржи, укрупнении банков, образовании международных монополий. В целях апологии империализма затушёвывал и приукрашивал «механику» образования финансовой олигархии, методы её деятельности, размеры доходов, связи с парламентами, государственным аппаратом и пр.
Почётный доктор Франкфуртского университета имени Иоганна Вольфганга Гёте (1926).